# Domenico Morone
Domenico Morone, född omkring 1442, död efter 1517, var en italiensk målare. Han var far till Francesco Morone.
Morone fick sin utbildning under venetianska mästare och arbetade särskilt i sin födelsestad Verona, i vars kyrkor flera bilder av honom finns.